# Гребенішу-де-Кимпіє (комуна)
Гребенішу-де-Кимпіє (рум. Grebenișu de Câmpie) — комуна у повіті Муреш в Румунії. До складу комуни входять такі села (дані про населення за 2002 рік):
- Валя-Синпетрулуй (480 осіб)
- Гребенішу-де-Кимпіє (1027 осіб) — адміністративний центр комуни
- Леорінца (135 осіб)

Комуна розташована на відстані 278 км на північний захід від Бухареста, 20 км на захід від Тиргу-Муреша, 57 км на схід від Клуж-Напоки, 145 км на північний захід від Брашова.

## Населення
За даними перепису населення 2002 року у комуні проживали 1642 особи.
Національний склад населення комуни:
| Національність | Кількість осіб | Відсоток |
| -------------- | -------------- | -------- |
| румуни         | 1451           | 88,4%    |
| цигани         | 172            | 10,5%    |
| угорці         | 19             | 1,2%     |

Рідною мовою назвали:
| Мова      | Кількість осіб | Відсоток |
| --------- | -------------- | -------- |
| румунська | 1626           | 99,0%    |
| угорська  | 16             | 1,0%     |

Склад населення комуни за віросповіданням:
| Релігія            | Кількість осіб | Відсоток |
| ------------------ | -------------- | -------- |
| православні        | 1457           | 88,7%    |
| п'ятдесятники      | 77             | 4,7%     |
| адвентисти         | 67             | 4,1%     |
| римо-католики      | 8              | 0,5%     |
| реформати          | 7              | 0,4%     |
| греко-католики     | 1              | 0,1%     |
| не вказали релігію | 5              | 0,3%     |